# Classe Karakurt
La classe Karakurt o Progetto 22800 (in cirillico: проект 22800 Каракурт) è una classe di corvette missilistiche di fabbricazione russa sviluppate da Almaz a San Pietroburgo ed entrate in servizio a partire dal 2018 tra le file della marina russa di cui costituisce la più moderna classe di corvette.
Pensate per affiancare le corvette classe Bujan-M, anche le unità di questa classe sono, rispetto al loro dislocamento, pesantemente armate, potendo infatti contare su lanciatori verticali in cui trovano spazio missili cruise ed antinave di recente acquisizione da parte della marina quali Kalibr ed Oniks.
I battelli della classe Karakurt costituiscono una alternativa più economica e flessibile rispetto alle più imponenti fregate classe Admiral Grigorovic, in quanto più contenute nelle dimensioni ed in grado di muoversi anche nelle vie d'acqua interne alla Federazione Russa che collegano il Baltico al Mar Nero.
Al 2021, numerose unità di questa classe sono ancora in fase di completamento in quanto problemi nel reperire un affidabile apparato propulsivo di costruzione nazionale, ne hanno ritardato l'entrata in servizio.

## Progetto
Se non diversamente indicato, i dati sono tratti da "Rivista italiana difesa".
Concepite per affiancare le corvette della classe Buyan-M, le corvette della classe Karakurt, pur derivando dal project 12300 Skorpion (messo a punto da Almaz negli anni novanta) per quanto riguarda configurazione e soluzioni costruttive fanno comunque molto riferimento alle suddette unità.
I cantieri coinvolti nella costruzione sono il Pella, lo Zaliv, lo Zelenodosk, l'Amur, e il Vostochnaya Verf.
Le prime 2 unità, Uragan (567) e Taifun (577), destinate alla Flotta del Baltico sono state impostate il 24 dicembre 2015 nel cantiere Pella di San Pietroburgo, varate rispettivamente il 29 luglio 2017 e il 24 novembre 2017 e consegnate negli ultimi mesi del 2018. Altri 4 esemplari (Shtorm, Shkval, Burya e Tsiklon) sono stati impostati nel 2016 (il varo della Shkval ha avuto luogo ìl 15 maggio 2018), mentre l'impostazione di Okhotsk e quella di Vikhr hanno fatto seguito rispettivamente ìl 17 marzo e il 19 dicembre del 2017. Nell’agosto 2018 sono stati ordinati al cantiere Pella altri 7 esemplarì mentre nel luglio 2017 il Viceminìstro della Difesa Yuri Borisov comunicava che 6 Karakurt destinati alla Flotta del Pacifico sarebbero stati ordinati ai cantieri Amur. Nell‘agosto 2018 faceva seguito la firma di un ulteriore contratto per altri 4 esemplari.

## Caratteristiche
Se non diversamente indicato, i dati sono tratti da "Rivista italiana difesa".
Lunghe 67 m (quindi più corte delle Buyan-M, che misurano 75 metri ma mantenendo la loro stessa larghezza parì a 11 m), le Karakurt hanno un dîslocamento di 800 t (quindi inferiore a quello delle Buyan-M) e dispongono di un apparato propulsivo del tipo CODAD (Combined Diesel and Diesel) su 3 assi basato su 3 diesel M-507 D-1 della famìglia Zvezda M-503 A a 42 cilindri su 7 bancate in grado di erogare 2.940 kW.
La velocità massima è pari a 30 noi (quindi superiore a quella delle Buyan-M che arriva a 26 nodi) e l'autonomia raggiunge le 2.500 miglia.

## Elettronica di bordo
Se non diversamente indicato, i dati sono tratti da "Rivista italiana difesa".
Quantunque il sistema missilistico a lungo raggio antinave e land attack sia lo stesso di quello di cui dispongono attualmente Ie Buyan-M, le Karakurt differiscono decisamente da esse per quanto concerne la componente relativa ai sensori che è rappresentata da radar AESA con antenne planari fisse integrate in una struttura (tuga) situata sopra la plancia (a quanto ne sappiamo le Karakurt sono le prime corvette russe equipaggiate con un sistema di tale tipo). Le caratteristiche di questi radar equipaggiati, che dispongono di due antenne in ciascuna delle quattro facce della tuga (e che potrebbe essere addirittura un radar bibanda) non sono state ancora divulgate (si potrebbe ipotizzare che il sensore più alto sia un radar per la ricerca di superficie, mentre quello posto più in basso dovrebbe essere da ricerca aerea). Sulla sommità di tale tuga è installato un voluminoso radome cilindrico/emisferico che sembra essere delle stesse dimensioni di quello presente sulle Buyan.
Sulle suddette corvette, il radar è un 3D Typhoon MR-352 Poitiv M 1.2 funzionante in banda X, ma sulle Karakurt, che dispongono già di un modernissimo sistema radar AESA con antenne planari fosse, la cosa sembra poco probabile. Davanti al radome è sistemata l'antenna rotante del radar nautico Ametist PAL-N-4. A completamento delle dotazioni, da segnalare anche la presenza di un drone (UAV) Orlan-10 (il primo a riceverlo è stato l'Uragan) da intelligence, sorveglianza e ricognizione, pesante a vuoto 9 kg e con raggio d'azione di 150 km.

## Armamento
Se non diversamente indicato, i dati sono tratti da "Rivista italiana difesa".
L'armamento missilistico offensivo antinave e land attack è basato, come sulle Buyan-M, sulla famiglia Kalibr (SS-N-27, SS-N-30A per la NATO) che impiega il complesso di lancio verticale Agat 3S14 costituito da un modulo da 8 pozzi sistemato trasversalmente subito dietro l’alberatura. Tale complesso è compatibile anche con il P-800 Oniks (SS-N-26 Sapples/Strobile per la NATO) e con il missile russo/indiano BrahMos. A parte le prime navi, tutte quelle successive dovrebbero essere dotate della nuova versione UKSK-M,in grado di lanciare, oltre agli attuali missili, anche quelli in fase di sviluppo, come l'ipersonico 3M22. La famiglia Kalibr (Club-N per l'esportazione) comprende l'antinave supersonico 3M54 (pesante al lancio 2,7 t, con testata bellica da 0.2 t, gittata pari a 220 km, velocità di crociera compresa tra 180 e 240 m/s. e velocità di attacco della sezione anteriore a motore a razzo, che si stacca dal resto del corpo del missile, pari a 700 m/s.); il missile antinave 3M54M1 (pesante al lancio 1,75 t, con testata bellica da 0.4 t, gittata 300 km, velocità compresa tra 180 e 240 m/s. e fase finale d'attacco effettuata a 5-10 m dalla superficie del mare); il missile land attack 3M14 (pesante al lancio 1,77 t, con testata bellica convenzionake di 0.45 t o testata nucleare, gittata di oltre 1500 km, velocità compresa tra 180 e 240 m/s).
Per quanto riguarda l'artiglieria, le Karakurt, contrariamente alle Buyan (che dispongono di una torre Arsenal A-190 da 100/59 mm), sono equipaggiate con una torre di recente introduzione Arsenal AK-176 MA da 76.2/59 mm, ultima evoluzione dell'AK-176 (introdotta nel 1979) caratterizzata da un guscio corazzato dalla sagomatura spigolosa antiradar.
Pesante 10 t e con settore verticale di puntamento da -15° a + 85°, ha una cadenza di tiro selezionabile tra 30, 60 e 120-130 colpi/min. e può essere impiegata. oltre che contro unità navali, aerei e obiettivi terrestri, anche contro missili antinave (durante i test ha abbattuto un missile AT-2 Swatter simulante un Harpoon). L’AK-176 MA è associato ad una direzione del tiro radar Agat 5P-10-03 Laska la cui antenna è installata in un voluminoso radome a forma di tamburo sistemato sopra la plancia. Con una portata massima di 30 km, questo apparato ha un tempo di risposta non superiore ai 3 secondi.
La difesa di punto AA/Antimissile (CIWS) sui primi due esemplari è costituita da due torrette Tulamashzavod AK-630 M, dotate dell'ultima evoluzione della mitragliera OA-18 del tipo Gatling a 6 canne rotanti da 30 mm (designata GSh-6-30) caratterizzata da un sistema di raffreddamento a circolazione d'acqua e da una cadenza di tiro teorica di 4.000-5.000 colpi/min. 
Le AK-630 M sono gestite, come la torre da 76/59 mm, dal sistema radar Laska. 
A partire dal 3º esemplare, le due torrette AK-630M sono state sostituite dal nuovo sistema missilistico/convenzionale Pantsir-M, versione navale del Pantsir S1 terrestre che ha avuto il suo primo impiego operativo proprio sulle Karakurt. Il sistema, che consente di ingaggiare contemporaneamente 4 bersagli, consta di un complesso che integra i seguenti componenti: 2 mitragliere a 6 canne rotanti GSh-30 K da 30 mm con cadenza di tiro teorica che può raggiungere i 6.000 colpi/min. per arma e con raggio d'azione che va da 0,3 a 4 km di distanza e ad una quota compresa tra 0 e 3 km; 8 missili Hermes K e un apparato radar multispettrale associato ad un sistema elettro-ottico comprendente camera termica, TV e telemetro laser per il puntamento e la guida dei missili. L'Hermes K navale, derivato dalla versione terrestre Hermes e dalla versione aerea Hermes A, è lungo 3,5 m, ha un diametro del booster di 170 mm e di 130 mm per lo stadio finale, pesa 130 kg, e dispone di una testata bellica contenente 18 kg di esplosivo.

## Unità
|    | Nome      | Cantiere        | Impostata         | Varata            | In servizio      | Flotta                | Stato                                                                                                 |
| -- | --------- | --------------- | ----------------- | ----------------- | ---------------- | --------------------- | --- |
| 1  | Mytishchi | San Pietroburgo | 24 dicembre 2015  | 29 luglio 2017    | 17 dicembre 2018 | Flotta del Baltico    | Attivo                                                                                                |
| 2  | Sovetsk   | San Pietroburgo | 24 dicembre 2015  | 24 novembre 2017  | 12 ottobre 2019  | Flotta del Baltico    | Attivo                                                                                                |
| 3  | Shtorm    | Feodosiya       | 10 maggio 2016    | 9 ottobre 2019    | dicembre 2023    | Flotta del Baltico    | Attivo                                                                                                |
| 4  | Tsiklon   | Kerch           | 26 luglio 2016    | 24 luglio 2020    | 12 luglio 2023   | Flotta del Mar Nero   | Affondata il 19 maggio 2024, come rivendicato da fonti ucraine e confermato da fonti russe            |
| 5  | Odintsovo | San Pietroburgo | 29 luglio 2016    | 5 maggio 2018     | 21 novembre 2020 | Flotta del Baltico    | Attivo                                                                                                |
| 6  | Askold    | Kerch           | 18 novembre 2016  | 22 settembre 2021 |                  | Flotta del Mar Nero   | Danneggiata nel porto di Kerch da un attacco ucraino. Previsti lavori di riparazione e completamento. |
| 7  | Burya     | San Pietroburgo | 24 dicembre 2016  | 23 ottobre 2018   | giugno 2024      | Flotta del Baltico    | Attivo                                                                                                |
| 8  | Khozelsk  | Feodosiya       | 17 marzo 2017     | 29 ottobre 2019   | giugno 2024      | Flotta del Baltico    | Attivo                                                                                                |
| 9  | Amur      | Kerch           | 30 luglio 2017    | 26 dicembre 2022  | 26 agosto 2024   | Flottiglia del Caspio | Attivo                                                                                                |
| 10 | Vikhr     | Feodosiya       | 19 dicembre 2017  | 13 novembre 2019  |                  | Flotta del Mar Nero   | prove in mare                                                                                         |
| 11 | Tucha     | Kerch           | 26 febbraio 2019  | giugno 2023       | 20 dicembre 2024 | Flottiglia del Caspio | Attivo                                                                                                |
| 13 | Rzhev     | Komsomolsk      | 1 luglio 2019     | 27 settembre 2023 | 29 ottobre 2024  | Flotta del Pacifico   | Attivo                                                                                                |
| 14 | Udomlya   | Komsomolsk      | 1 luglio 2019     | 27 settembre 2023 |                  | Flotta del Pacifico   | prove in mare                                                                                         |
| 15 | Taifun    |                 | 11 settembre 2019 | maggio 2024       | 2025             | Flotta del Pacifico   | prove in mare                                                                                         |
| 16 | Ussuriysk |                 | 26 dicembre 2019  |                   |                  | Flotta del Pacifico   | in costruzione                                                                                        |
| 17 | Pavlovsk  |                 | 29 luglio 2020    |                   |                  | Flotta del Pacifico   | in costruzione                                                                                        |

## Utilizzatori
Russia
- Voenno-morskoj flot - Al 2020, 17 unità ordinate. Previsione di 22 esemplari.[1]